# Zuckerwatte

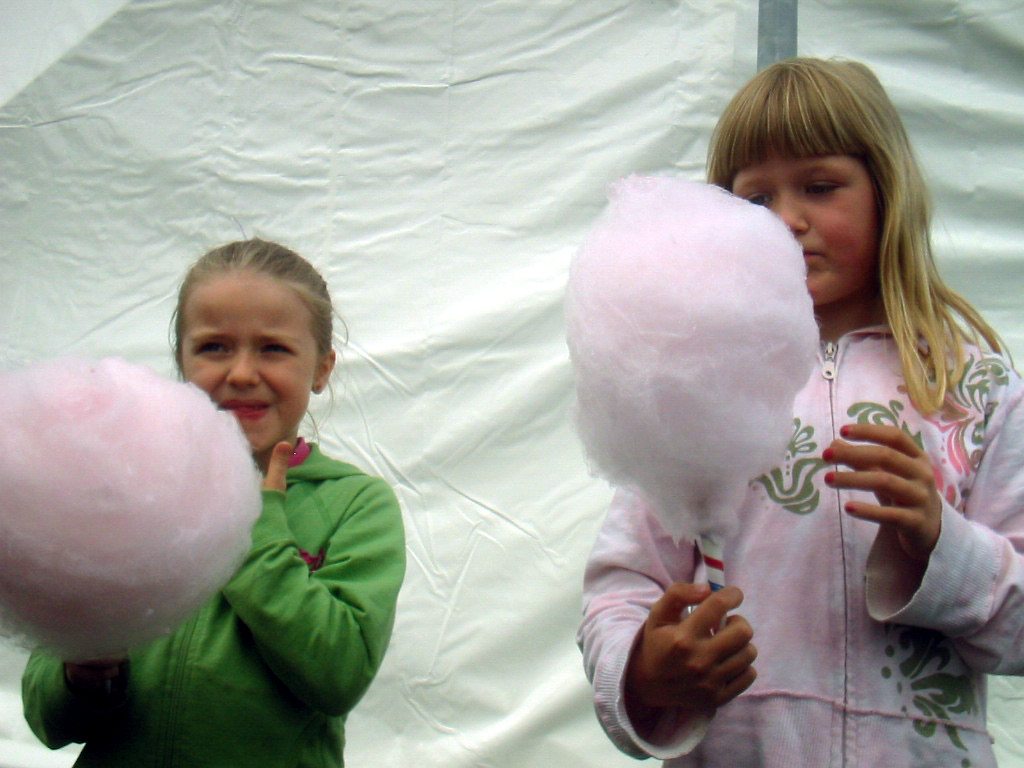
Zuckerwatte

Zuckerwatte (auch gesponnener Zucker) ist eine Süßware, die vor allem auf Jahrmärkten verkauft wird.

## Geschichte
Der genaue Zeitpunkt der Erfindung der ähnlich wie der Penidzucker hergestellten Zuckerwatte ist unklar. Erste Berichte finden sich in der Literatur aus dem 18. Jahrhundert in Rezeptbüchern.
1897 meldeten der Zahnarzt William J. Morrison und der Konditor John C. Wharton aus Nashville ein Patent für eine Maschine zur Herstellung von Zuckerwatte an, die 1904 auf der Louisiana Purchase Exposition – einer Weltausstellung – vorgestellt wurde. Sie bestand aus einer Metallschüssel mit einer Zentrifuge, die Kristallzucker enthielt, mit winzigen Löchern perforiert war und funktionierte größtenteils so wie moderne Zuckerwattemaschinen. Das Patent und die Vorstellung der elektrischen Zuckermaschine von Morrison und Wharton auf der Weltausstellung in St. Louis führten dazu, dass das Jahr 1897 wiederholt – aber fälschlich – als das Jahr der Erfindung der Zuckerwatte ausgegeben wurde.

## Herstellung
In einer Zuckerwattemaschine werden für eine Portion etwa drei bis sechs Gramm Haushaltszucker oder Isomalt – in Nordamerika wird auch oft Ahornsirup verwendet – erhitzt, verflüssigt und mittels Zentrifugalkraft gesponnen. Kristallzucker wird an einer Heizwendel bis zum Fließpunkt bei rund 150 °C erhitzt und durch die Zentrifugalkraft vom Spinnkopf weggeschleudert. Auf dem Weg vom Spinnkopf erstarrt der flüssige Zucker zu Fäden und wird in einer runden Wanne mit einem Stab als Zuckerwatte aufgewickelt. Die entstehenden Fäden sind nicht kristallin wie die Ausgangssubstanz, sondern amorph. Daher sind sie weich wie Watte. Dieser watteähnlichen Konsistenz verdankt die Zuckerwatte auch ihren Namen. Durch den Zusatz von Lebensmittelfarbstoffen lässt sich die Zuckerwatte bunt einfärben. Zusätzliche Aromastoffe zahlreicher Geschmacksrichtungen, wie zum Beispiel Blaubeere, Erdbeere, Kirsche oder Melone, vergrößern die Angebotspalette.

## Bildergalerie

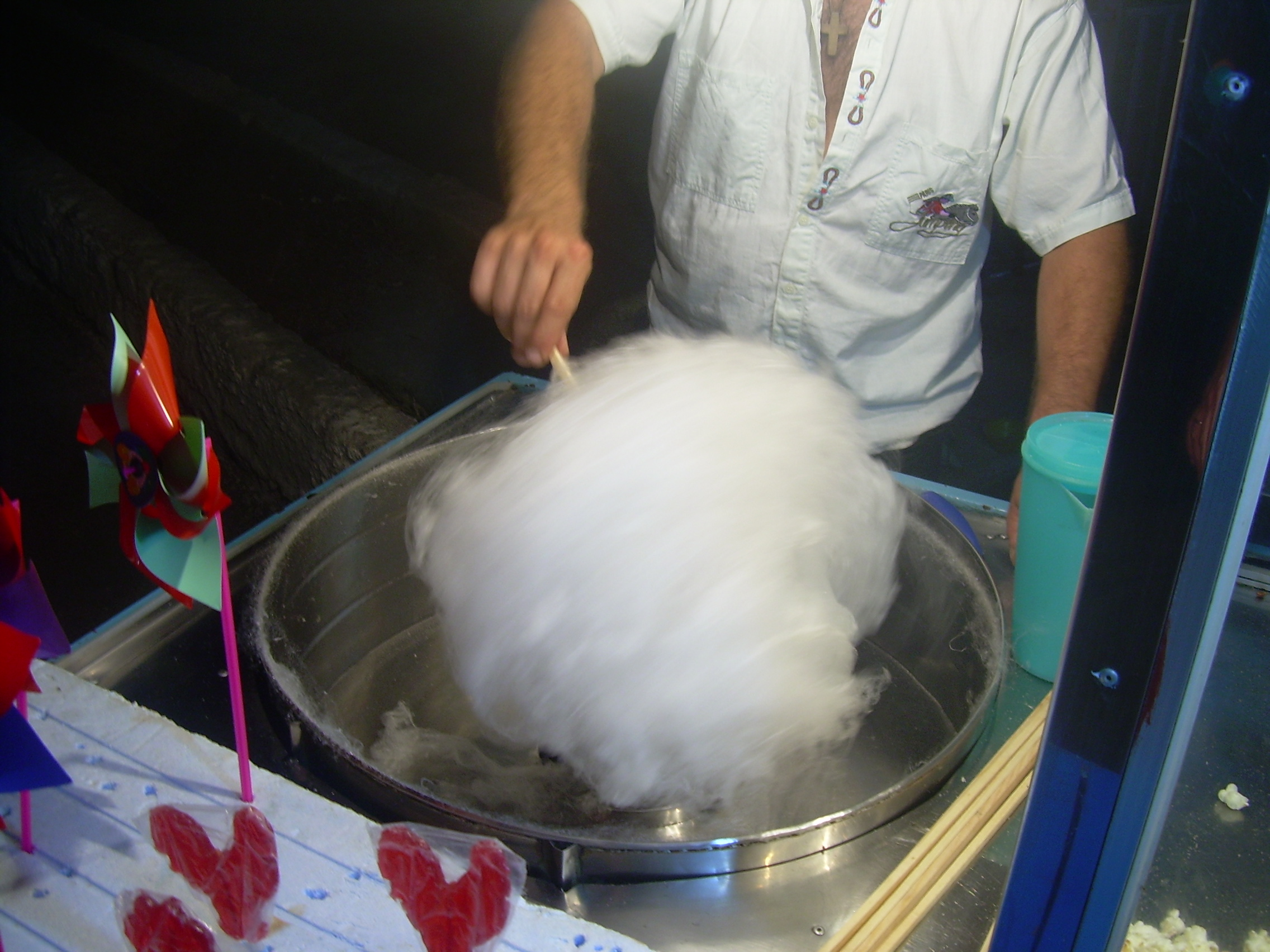
Herstellung von Zuckerwatte
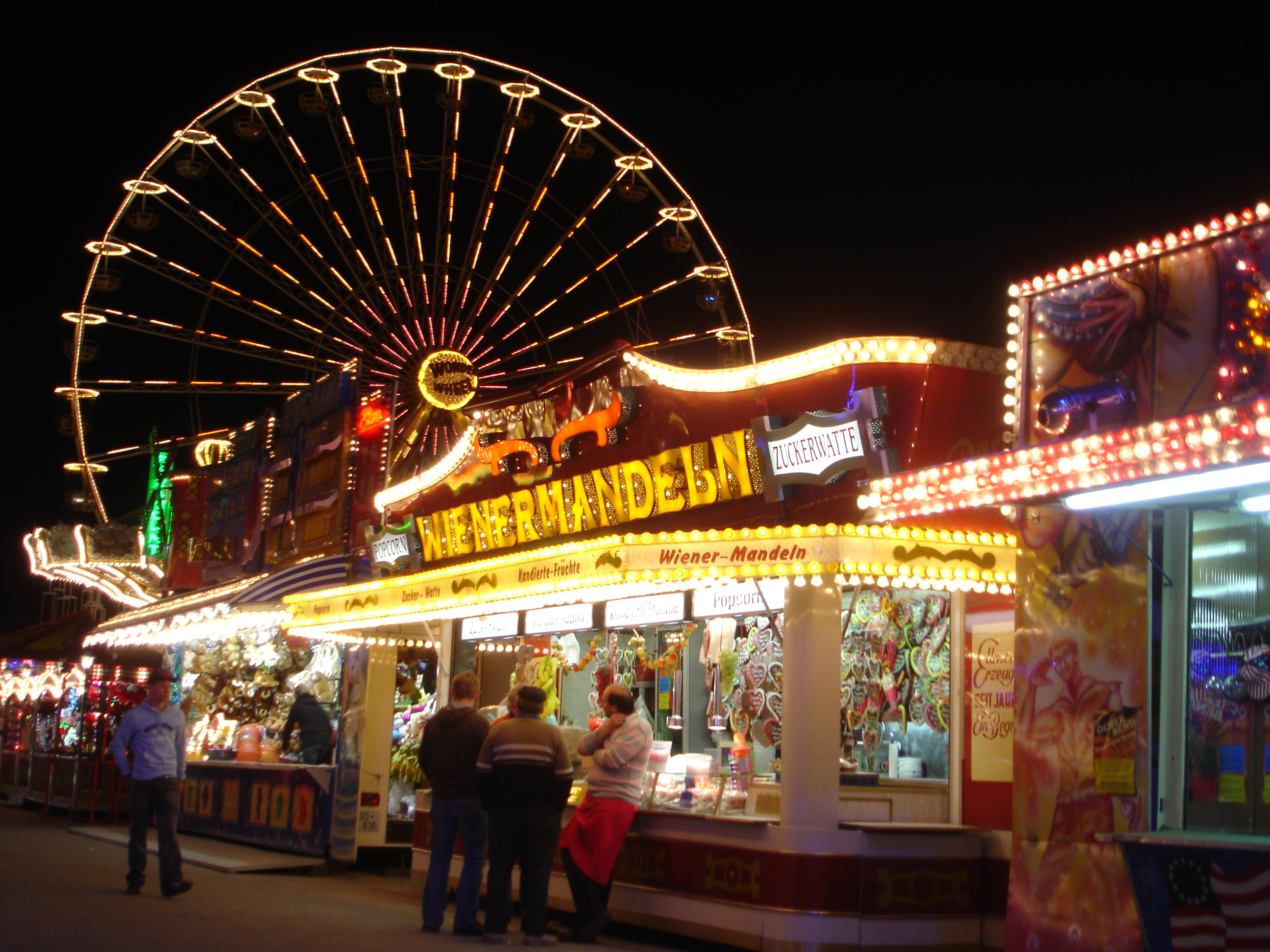
Typischer Stand mit Zuckerwatte und anderen Süßigkeiten auf einem deutschen Volksfest
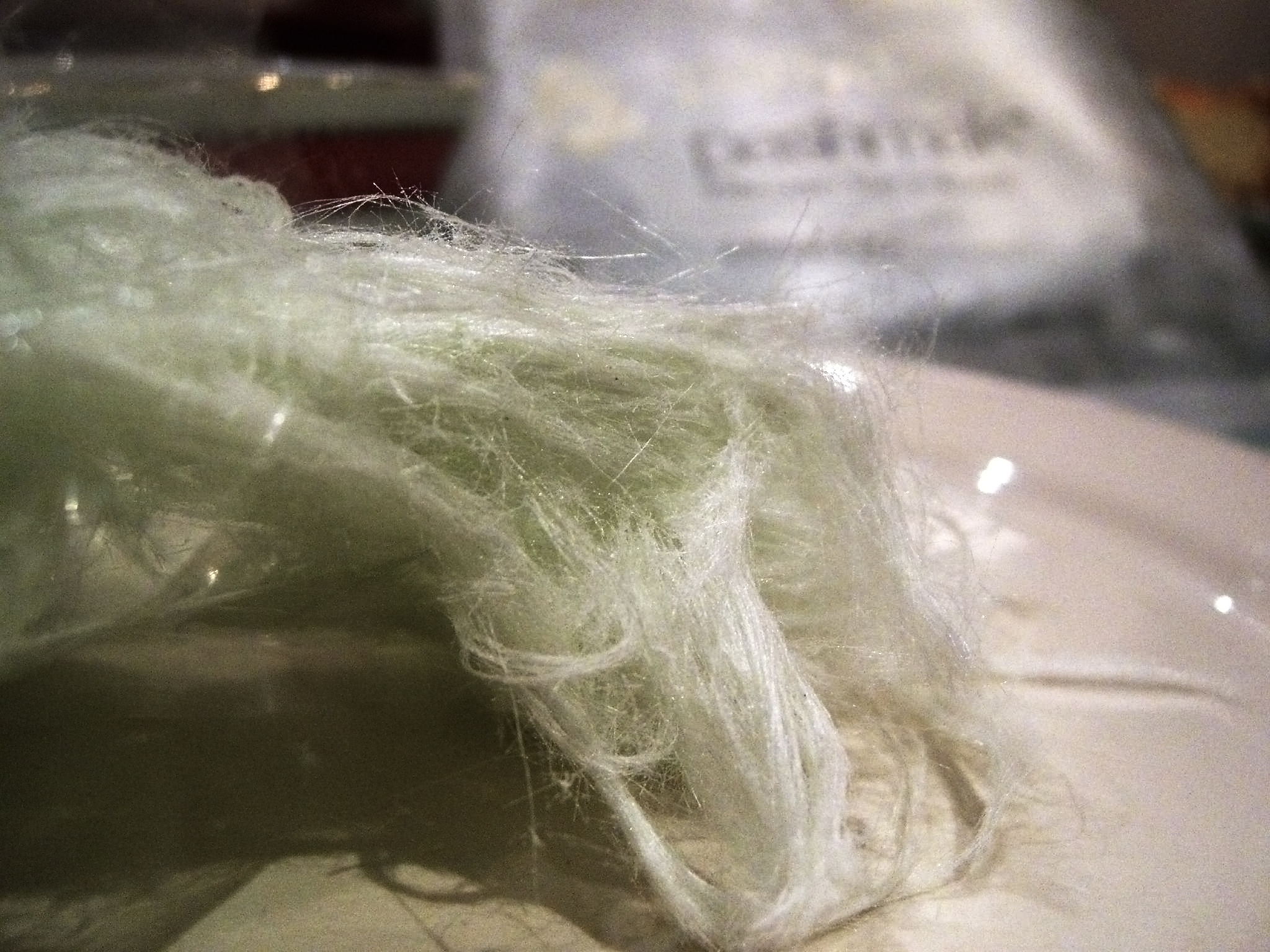
Pashmak, eine iranische Variante der Zuckerwatte
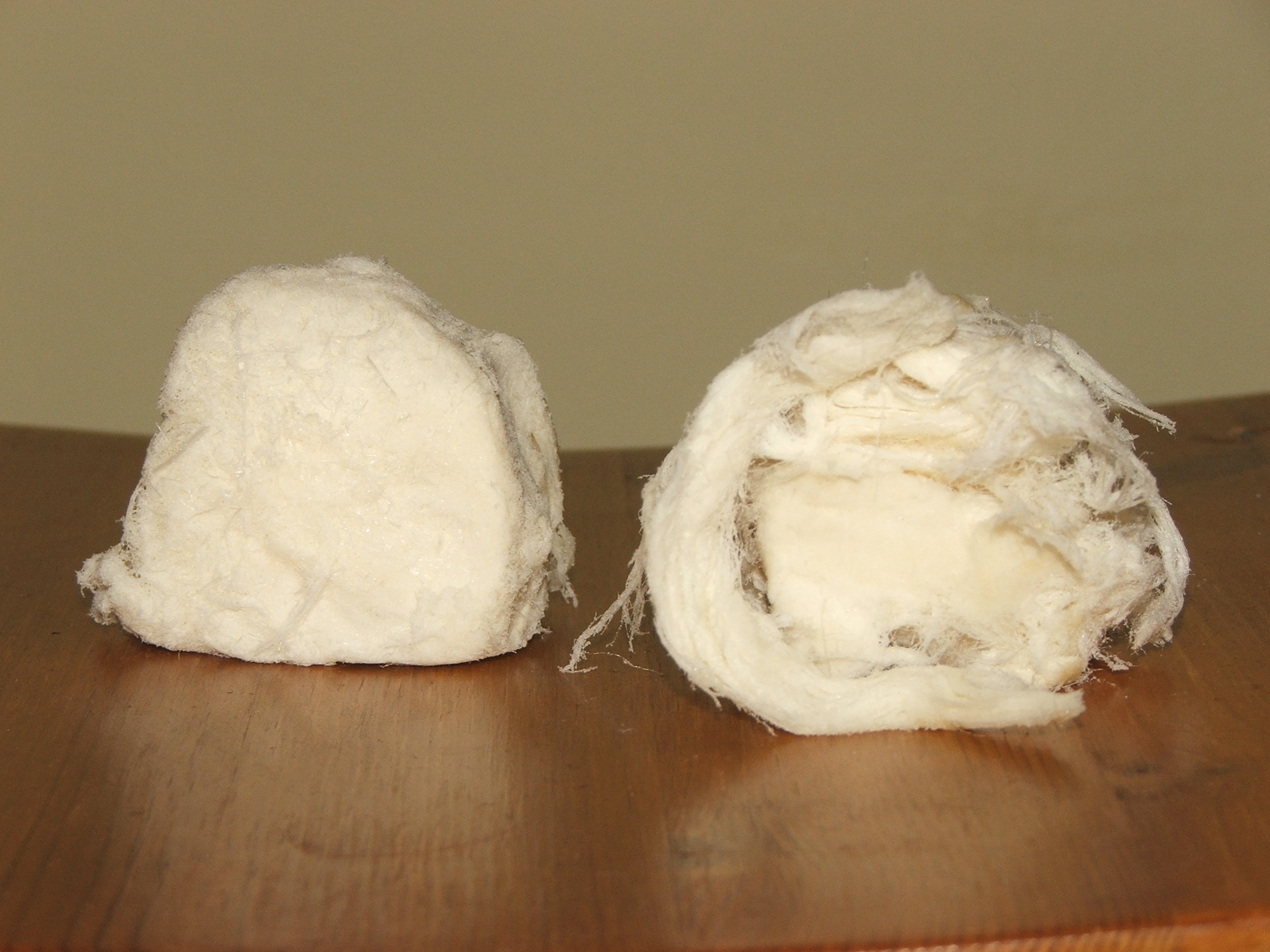
Die türkische Variante Pişmaniye